# Friis-Baastadnuten
Friis-Baastadnuten är en bergstopp i Antarktis. Den ligger i Östantarktis. Norge gör anspråk på området. Toppen på Friis-Baastadnuten är 2 040 meter över havet, eller 245 meter över den omgivande terrängen. Bredden vid basen är 6,2 km.
Terrängen runt Friis-Baastadnuten är platt åt sydost, men åt nordväst är den kuperad. Trakten är inte befolkad. Närmaste tidigare befolkade plats är Borga forskningsstation, 18,6 kilometer sydväst om Friis-Baastadnuten.